# ルイ・ヴィエルヌ
ルイ・ヴィクトル・ジュール・ヴィエルヌ（Louis Victor Jules Vierne, 1870年10月8日 ポワティエ – 1937年6月2日 パリ）は、フランスのオルガニスト・作曲家・音楽教師。

## 生涯
父アンリはボナパルト主義的な傾向のあるジャーナリストだった。弟ルネ（1878年生）はシャルル＝マリー・ヴィドール門下の教会オルガニストで、第1次世界大戦に従軍中に戦死した。
先天性の白内障のため生まれつき盲目に近かったが、7歳になるまでは、日常生活で、遠くまで自分一人で向かったり、大きな活字を読んだりするのに支障はなかった。早熟な楽才を発揮していて、2歳の時に初めてピアノを聴き、シューベルトの子守唄を演奏してもらったところ、聴いたばかりの子守唄を、即座にそらで弾いてみせた。ヴィエルヌ家は1873年よりパリに引っ越している。パリでルイ少年は叔父シャルル・コランCharles Colin(フランス語)（1831～1881、パリ音楽院教授のオーボエ奏者、作曲家。オルガンも堪能で教会での奏楽も行なっている Charles Collinと混同注意）にも楽才を見出され、ピアノを学ぶように励まされた。6歳で眼の手術を受けたが、普通の状態で勉強を続けるに充分なほどには視力が恢復しなかった。
1880年よりパリでアンリ・スペクトにピアノ教育を受ける。同年パリのサント・クロチルド聖堂で、セザール・フランクのオルガン演奏を初めて聞いた。当時の生活を後年ヴィエルヌは回想録の中で「捧げもの」と呼んだ。1881年に国立パリ盲学校に進学し、ピアノを引き続きアンリ・スペクトに、ヴァイオリンをアンリ・アダンに師事。1887年からルイ・ルベルにオルガンの指導を受けたが、2年後にルベルが歿するとアドルフ・マルティに師事した。1889年にセザール・フランクにフーガを師事した。
フランクは、早くも1884年に盲学校のピアノの試験でヴィエルヌ少年の才能を見抜き、パリ音楽院で学習するように少年を激励したので、やがてヴィエルヌは音楽院の聴講生としてフランクのオルガン科を履修した。正式に入学したのは1890年からだが、間もなくフランクが急死したため、1894年に修了するまでシャルル＝マリー・ヴィドールを指導教授に仰いだ。ヴィドールは、1892年にヴィエルヌをパリのサン・シュルピス教会の演奏家代理に指名しており、1894年にヴィエルヌがオルガン演奏と即興演奏で首席に選ばれると、オルガン科の講義の当座の助手にヴィエルヌを迎えた。1899年に最初のオルガン交響曲（作品14）を作曲。1900年に、パリ・ノートルダム寺院のパイプオルガン奏者の指名をめぐって選考会が開かれると、他の50名の志願者を下してその地位を手に入れ、審査員から祝福を受けた。そして歿年まで首席オルガニストの職務を続けた。
1899年に、オペラ・コミック座の声楽家の娘だったアルレット・タスカン（Arlette Taskin）と結婚して、3児を儲けるも1909年には離婚している。原因はアルレットの浮気であった。当時有名だったオルガン職人のシャルル・ミュタンが彼女を寝盗ったのだった（皮肉なことに、ドビュッシーも激賞したヴィエルヌの《オルガン交響曲 第2番》は、ミュタンに献呈されている）。ヴィエルヌにとって私生活でのさらに大きな不幸は、二人の息子に先立たれたことだった。1913年にアンドレが10歳で結核で命を落としており、1917年にはジャックが戦死した。さらに1918年には弟ルネも戦死している。
1911年にギルマンが歿すると、ヴィエルヌはパリ音楽院オルガン科の教員に戻ろうとしたが、反対に遭い、さらにヴィドールと院長ガブリエル・フォーレとの対立に捲き込まれた。それで1912年に、友人ヴァンサン・ダンディが設立した音楽学校、スコラ・カントルムのオルガン科を引き受けた。
フランスのオルガニストにとって最も名誉ある地位の一つに就いてはいたが、ヴィエルヌの任期を通じて、ノートルダム寺院のパイプオルガンはあちこち修復が必要な状態だった。オルガン修復にかかる費用を捻出するため、ついにヴィエルヌは演奏旅行を決行し、寄金を募ることにした。1916年に度々スイスを訪れて、緑内障の治療を受けていたが、1920年にパリに戻ると、まずヨーロッパ全土で演奏旅行を行なった。1927年にはアメリカ合衆国を訪れている。体力は奪われたものの、アメリカ楽旅は大成功に終わり、1932年にはヴィドールとともに、修復を終えて新しくなったノートルダム寺院のオルガンのお披露目を行なった。
ヴィエルヌは、心身ともに非常につらい一生を送っており、容赦ない精神的な試練が時おり作品にも反映されている。当初は全盲ではなかったとはいえ、今日では「法律上の盲人」に認定される状態ではあった。経歴の初期においては、特大の五線譜に（マルセル・デュプレ曰く）「大型の鉛筆」を使って作曲し、後年に限られた視力が衰えるにつれ、創作のほとんどを点字に頼った。1906年にはパリで交通事故に遭って脚を複雑骨折し、あわや切断手術を免れたものの、ヴィエルヌの生涯で最も忙しかった時期に、健康と足鍵盤の技巧とを完全に取り戻すのにまるまる1年を費やしている。1907年にはチフスにかかって死にかけており、数年後には緑内障にかかって最終的には完全に失明した。それにもかかわらずヴィエルヌは、欧米で演奏旅行を行なっただけでなく、華麗な即興演奏の大家として自らも名を揚げたのである。
1937年6月2日に67歳で亡くなった。ノートルダム寺院で通算1750回目の演奏会の最中に演奏台で斃れたのだった。目撃証言はさまざまだが、死因は脳卒中か心筋梗塞であったらしい。当日の演奏曲目には、奇しくも自作の《逝ける子のための墓碑（Stèle pour un enfant défunt）》作品58-3が含まれていた。臨終の席では、すでに演奏会の主部を終え、結びとして予定されていた2度の即興演奏を披露している最中だった。演奏会の主部については聴衆が、ヴィエルヌが「かつてないほど」全力を注いでいたと伝えている。結びでは、まず与えられた主題を点字で読み、それから即興演奏に使うべく音栓を選んだ（このとき音栓助手を務めていたのが、愛弟子のモーリス・デュリュフレだった）。突然ピッチを上げ、足が足鍵盤の低いホ音をとらえた途端に椅子から崩れ落ちた。教会中に、たった一つの音がこだまする中、ヴィエルヌは意識を失ったのである。ノートルダム寺院のパイプオルガンの演奏台で最期を迎えたいという、長年思い描いてきた夢をヴィエルヌは叶えたのであった。
門下から数々の優れたオルガニストを輩出しており、たとえばアルフォンス・シュミットやオギュスタン・バリエ、リリ・ブーランジェ、アンドレ・フルリー、モーリス・デュリュフレ、マルセル・デュプレ、アドリアン・ルジエらがいる。数々の難局に見舞われながらも、学生からは、親切で忍耐強く、励ましてくれる先生として一様に慕われた。

## 音楽
ヴィエルヌは生前、最も偉大な即興演奏家の一人と看做されていた。即興演奏の数少ない録音が遺されているが、あたかも完成され、推敲された楽曲を演奏しているかのようである。
ヴィエルヌは、とりわけ楽式を尊重した、精緻で洗練された作曲様式を身に着けていた。和声言語はいかにもロマン派音楽らしく豊かだが、旧師セザール・フランクほど感傷的でも劇的でもない。すべての19世紀末フランスのオルガニストの中で、ヴィエルヌの音楽がおそらく最もオルガン向きの表現を体系化しており、続く世代のパリの偉大なオルガニスト兼作曲家の大半を啓発した。
ヴィエルヌのオルガン曲は、6つのオルガン交響曲と、（名高い「ウェストミンスターの鐘」を含む）《24の幻想的小品集（24 Pièces de fantaisie）》（作品51～55）のほか、《自由な様式による24の小品集（24 Pièces en style libre）》作品31が含まれている。また、ヴァイオリン・ソナタ ト短調やチェロ・ソナタ、ピアノ五重奏曲、弦楽四重奏曲ニ短調、合唱曲、歌曲などの室内楽にも見るべき作品を遺しており、ガブリエル・フォーレに献呈された《交響曲イ短調》も録音で接することができるようになった。

## 主要作品一覧

### 管弦楽曲
- 管弦楽のための《交響曲イ短調》（フランス語版）作品24 （1907年～1908年作曲）
- ピアノと管弦楽のための《詩曲》（フランス語版）（Poème） 作品50 （1925年作曲）
- オルガンと管弦楽のための《交響的小品（Pièce Symphonique）》

### オルガン独奏曲

#### オルガン交響曲（フランス語版）
- 第1番 ニ短調 作品14 （1898年～1899年作曲）
- 第2番 ホ短調 作品20 （1902年作曲）
- 第3番 嬰ヘ短調 作品28 （1911年作曲）
- 第4番 ト短調 作品32 （1914年作曲）
- 第5番 イ短調 作品47 （1923年～1924年作曲）
- 第6番 ロ短調 作品59 （1930年作曲）

#### オルガン・ミサ
- オルガンまたはハルモニウムのための《小ミサ曲（Messe basse）》 作品30 （1912年作曲）
- オルガンまたはハルモニウムのための《死者のための小ミサ曲（フランス語版）（Messe basse pour les défunts）》 作品62 （1934年作曲）

#### 性格的小品
- オルガンまたはハルモニウムのための《自由な様式による24の小品（24 Pièces en style libre）》  作品31 （1913年作曲）
- 24の幻想的小品集（24 Pièces de fantaisie）
  - 組曲 第1番 作品51 （1926年作曲）
  - 組曲 第2番 作品53 （1926年作曲）
  - 組曲 第3番 作品54 （1927年作曲）
  - 組曲 第4番 作品55 （1927年作曲）
- 《3つの即興（Trois Improvisations）》（1928年11月、パリ・ノートルダム寺院における即興演奏のモーリス・デュリュフレによる採譜、1954年出版） 
  1. 司教の行進（Marche épiscopale）
  2. 瞑想曲（Méditation）
  3. 行列（Cortège）
- オルガンのための三部作（Triptyque） 作品58 （1929年～1931年作曲）
  1. 朝課（Matines）
  2. 聖体拝領（Communion）
  3. 逝ける子のための墓碑（Stèle pour un enfant défunt）

### 室内楽曲
- ヴィオラ（またはチェロ）とピアノのための2つの小品（フランス語版）（Deux Pièces）作品5 （1894年～1895年）
  1. 夕べ （Le Soir）
  2. 伝説 （Légende）
- オーボエとピアノのための《ラルゴとカンツォネッタ（フランス語版）（Largo et Canzonetta）》作品6 （1896年）
- 弦楽四重奏曲 ニ短調　作品12 （1894年頃）
- ヴァイオリン・ソナタ ト短調（フランス語版）　作品23 （1905年～1906年作曲）
- ハープ独奏曲《狂詩曲》 変ト長調　作品25 （1909年作曲）
- チェロ・ソナタ（フランス語版）ロ短調　作品27 （1910年作曲）
- ピアノ五重奏曲（フランス語版）ハ短調　作品42 （1917年作曲）
- チェロとピアノのための《異国の夜景（フランス語版）（Soirs étrangers）》作品56 （1928年）
  1. グラナダ（Grenade）
  2. レマン湖のほとりで（Sur le Léman）
  3. ヴェネツィア（Venise）
  4. カナダの大平原（Steppe canadien）
  5. 中国の魚（Poisson chinois）

### ピアノ独奏曲
- 2つのピアノ曲（Deux Pièces） 作品7 （1895年作曲. In Complete Piano Works, Vol. I. Kassel: Bärenreiter, 2010. In preparation):
  1. 秋の印象（Impression d'automne）
  2. 間奏曲（Intermezzo）
- アルバムブラット（Feuillets d'album） 作品9 （手稿譜は散逸）
  1. 夏の朝（Matin d'été）
  2. 瞑想（Contemplation）
  3. 夜の海（La Mer et la Nuit）
  4. 星月夜（Nuit étoilée）
  5. 突風（Coup de vent）
  6. 老いた羊飼い（Le vieux Berger'）'
  7. ワルツ（La Valse）
  8. 森で（Dans le Bois）
  9. 草刈りの歌（Chanson des Faucheurs）
- ブルゴーニュ組曲（フランス語版）（Suite bourguignonne） 作品17 （1899年作曲. In Complete Piano Works, Vol. I. Kassel: Bärenreiter, 2010. In preparation):
  1. 朝の歌（Aubade）
  2. 牧歌（Idylle）
  3. 気晴らし（Divertissement）
  4. ブルゴーニュの伝説（Légende bourguignonne）
  5. 夕べのお告げの鐘（À l'Angélus du soir）
  6. 田園舞曲（Danse rustique）
  7. 月明り（Clair de lune）
- 3つの夜想曲（フランス語版）（Trois Nocturnes） 作品34 （1916年作曲. In Complete Piano Works, Vol. II. Kassel: Bärenreiter, 2009. In preparation)
- 12の前奏曲（フランス語版）（Douze Préludes） 作品36 （1914年～15年作曲. In Complete Piano Works, Vol. II. Kassel: Bärenreiter, 2009. In preparation)
- 弔いの鐘の詩（Poème des cloches funèbres） 作品39 （1916年作曲）:
  1. 悪夢の中の鐘（Cloches dans le cauchemar） （手稿譜は散逸）
  2. 弔鐘（Le Glas） (In Complete Piano Works, Vol. III. Kassel: Bärenreiter, 2008)
- 子どもの影絵遊び（フランス語版）（Silhouettes d'enfants） 作品43 （1918年作曲. In Complete Piano Works, Vol. III. Kassel: Bärenreiter, 2008):
  1. ワルツ（Valse）
  2. うた（Chanson）
  3. 気ばらし（Divertissement）
  4. ふなうた（Barcarolle）
  5. 古風なガヴォット（Gavotte dans le style ancien）
- 孤独（フランス語版）（Solitude） 作品44 （1918年作曲. In Complete Piano Works, Vol. III. Kassel: Bärenreiter, 2008):
  1. 幽霊屋敷（Hantise）
  2. 白夜（Nuit blanche）
  3. 幻影（Vision hallucinante）
  4. お化けのロンド（Ronde des revenants）
- ピアノ曲（Pièce pour piano） 作品49 （1922年作曲. In Complete Piano Works, Vol. III. Kassel: Bärenreiter, 2008)

### 声楽曲
- 合唱と2台のオルガンのための《荘厳ミサ曲（フランス語版）（Messe solennelle）嬰ハ短調》作品16 （1899年作曲）
- 独唱者と合唱、管弦楽のための《プラクシノエ（フランス語版）（Praxinoé ）》作品22 （1903年～1905年作曲）
- ソプラノと管弦楽のための《プシシェ（フランス語版）（Psyché ）》作品33 （1914年作曲）
- ソプラノと管弦楽のための《魔神（フランス語版）（Les Djinns ）》作品35 （1912年作曲）
- ソプラノと管弦楽のための《英雄たち（フランス語版）（Éros ）》作品37（1916年作曲）
- ソプラノと管弦楽のための《憂鬱と苦しみ（フランス語版）（Spleens et Détresses ）》作品38 （1916年作曲）
- テノールと管弦楽のための《天頂より（フランス語版）（Dal Vertice ）》作品41 （1917年作曲）
- ソプラノとハープ（またはピアノ）伴奏のための《4つのギリシャの詩（フランス語版）（Quatre poèmes grecs）》作品60 （1930年）
- 管弦楽伴奏歌曲《絶望者のバラード（フランス語版）（La Ballade du désespéré）》 作品61 （1931年作曲）
  - ピアノ伴奏版あり